# Mikhail Ilyich Surkov
Mikhail Ilyich Surkov (tiếng Nga: Михаил Ильич Сурков; 1921-1955) là một xạ thủ bắn tỉa của Tiểu đoàn 1, Trung đoàn súng trường 39 thuộc Sư đoàn súng trường số 4 Hồng quân trong Chiến tranh Vệ quốc vĩ đại. Các nguồn tin từ phía Liên Xô cho biết Mikhail Surkov đã bắn hạ 702 đối phương trong suốt Thế chiến 2. Con số này đưa ông trở thành xạ thủ bắn tỉa hạ nhiều địch nhất trong các cuộc xung đột tại châu Âu Một xạ thủ bắn tỉa nổi tiếng khác là Ivan Sidorenko đã bắn hạ 500 đối phương.

## Thân thế và sự nghiệp
Mikhail Ilyich Surkov sinh năm 1921, trong một gia đình gốc Eskimo có truyền thống làm nghề săn thú ở ở làng Bolshaya Salyr, thị trấn Krasnoyarsk (nay thuộc huyện Achinsky, vùng Krasnoyarsk) thuộc Siberia.
Sau sự kiện Đức tấn công Liên Xô, Surkov gia nhập Hồng quân theo lệnh động viên của Quận ủy Achinsk, sau đó được điều động về Sư đoàn súng trường số 4. Cuối tháng 11 năm 1941, Sư đoàn súng trường số 4 trở thành một bộ phận của Tập đoàn quân số 12 đang phòng thủ trên mặt trận Krasny Liman - Debaltsevo, phía tây Voroshilovgrad. Thời gian này, một phong trào bắn tỉa bắn tỉa tiêu diệt quân Đức được phát động. Đến đầu tháng 3 năm 1942, sư đoàn có 117 lính bắn tỉa, bao gồm cả Surkov. Trong thời gian ở thế phòng thủ, Surkov và các đồng đội đã tiêu diệt hơn một nghìn quân phát xít Đức. Kinh nghiệm của các tay súng bắn tỉa đã được truyền lại trong các cuộc mít tinh đặc biệt và được sử dụng rộng rãi trong tuyên truyền.
Tuy nhiên, khi quân Đức bắt đầu cuộc tấn công mùa hè năm 1942, mặt trận phía nam của Liên Xô nhanh chóng tan vỡ, đến tháng 7, Rostov-on-Don mất vào tay quân Đức. Sư đoàn 4 được chuyển đến Phương diện quân Bắc Kavkaz, bị rút xuống thành một trung đoàn hợp nhất, sau đó bị giải thể vào ngày 28 tháng 11 năm 1942. Surkov được điều động đến Trung đoàn bộ binh 1341 thuộc Sư đoàn bộ binh 319.
Năm 1943, sau khi bị thương lần thứ bảy, Mikhail Surkov được đưa vào bệnh viện, từ đó ông phải giải ngũ. Trở về quê hương ở làng Bolshaya Salyr, ông được chào đón như người anh hùng và được dân làng bầu làm chủ tịch hội đồng làng. 
Ông qua đời ngày 25 tháng 10 năm 1955, khi mới 34 tuổi, do hậu quả những vết thương thời chiến.

## Thành tích
Surkov đã từng được đề cử danh hiệu Anh hùng Liên Xô, nhưng ông không bao giờ được nhận, mặc dù không ai trong số rất nhiều tay súng bắn tỉa - Anh hùng Liên Xô - đạt được kết quả như ông.
Một số nhà sử học phương Tây đặt câu hỏi về số lượng đối phương bị tiêu diệt và tin rằng nó được ngụy tạo bởi sự tuyên truyền của Liên Xô nhằm nhấn chìm thành tích của xạ thủ Phần Lan Simo Häyhä đã đạt được trong Chiến tranh Liên Xô–Phần Lan (1939–1940).
Thông tin về thành tích chiến đấu 702 lính Đức bị tiêu diệt của Surkov bắt đầu xuất hiện trên báo chí của Hồng quân vào cuối tháng 10 năm 1942. Con số này cũng được nhà quay phim Arkady Yulianovich Levitan ghi lại trong hồi ức của mình sau một chuyến tham gia chiến đấu với Surkov.

## Huân chương
- Huân chương Lenin (11.07.1942)
- Huân chương Sao đỏ (07.12.1942)